# Pseudopanurgus nubis
Pseudopanurgus nubis är en biart som först beskrevs av Cockerell 1913.  Pseudopanurgus nubis ingår i släktet Pseudopanurgus och familjen grävbin. Inga underarter finns listade i Catalogue of Life.